# Antonio Salas Quinta
Antonio Salas Quinta, noto anche con lo pseudonimo di Añete (Coria del Río, 1º ottobre 1985), è un ex calciatore spagnolo, di ruolo attaccante.

## Carriera

### Club
Il 23 luglio 2017 viene acquistato dalla squadra greca dell'Apollōn Smyrnīs.